# Lanusei
Lanusei (sardiska Lanusèi ) är en ort och kommun i provinsen Nuoro på Sardinien med 5 387 (2017). Lanusei gränsar till kommunerna Arzana, Bari Sardo, Cardedu, Elini, Gairo, Ilbono, Jerzu, Loceri, Osini och Tertenia. Lanusei var huvudort för den tidigare provinsen Ogliastra tillsammans med Tortolì.